# Eurysa forocca
Eurysa forocca är en insektsart som beskrevs av Adolf Remane och Asche 1983. Eurysa forocca ingår i släktet Eurysa och familjen sporrstritar.
Artens utbredningsområde är Marocko. Inga underarter finns listade i Catalogue of Life.